# El espíritu de la música española

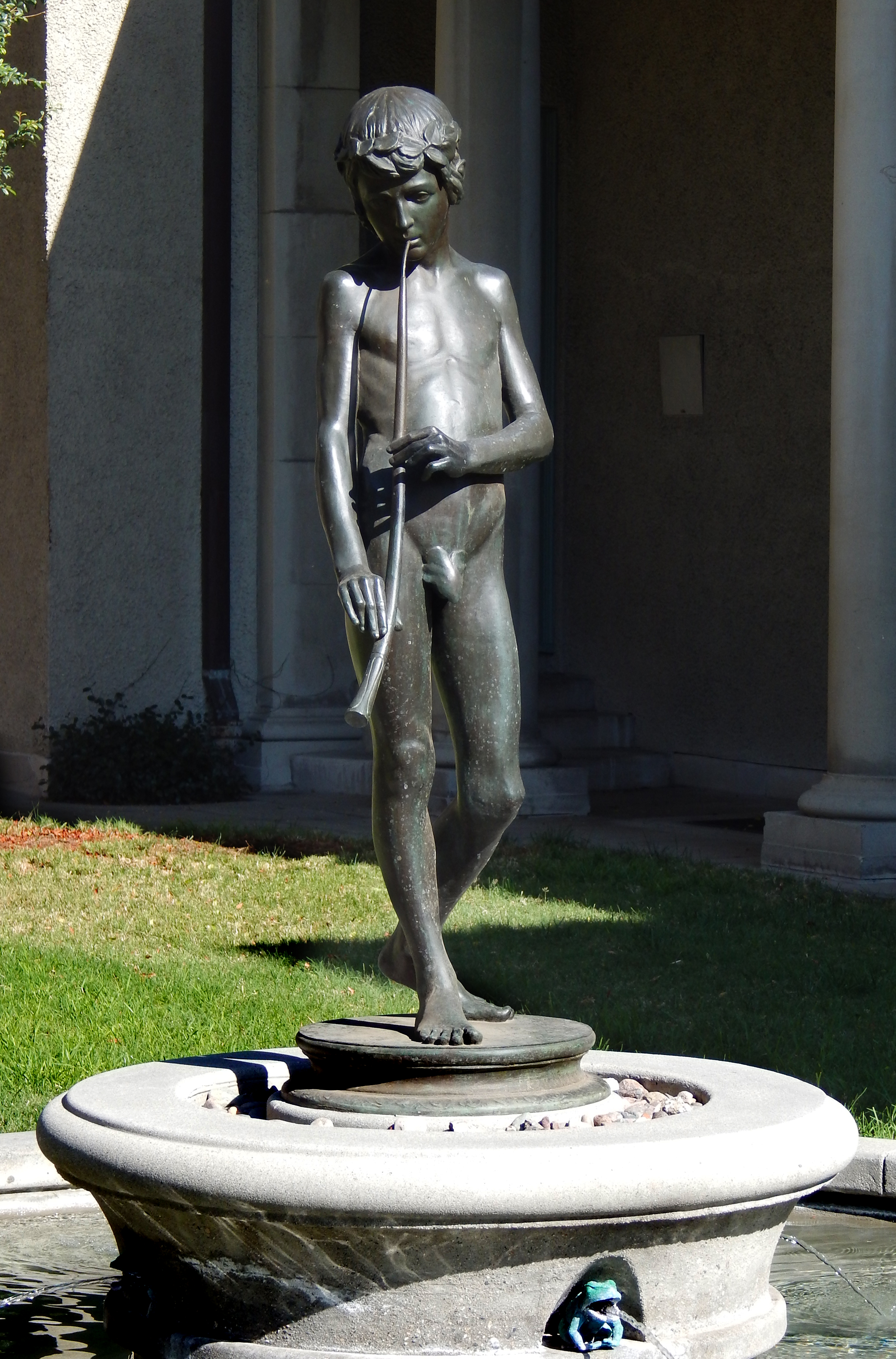
Foto de 2015

El espíritu de la música española (en inglés: The Spirit of Spanish Music)  o El flautista pastoral (The Pastoral Flutist) es una escultura de bronce del escultor estadounidense Burt Johnson ubicada en el hall del Pomona College, institución que se la encargó en 1915 y concebida por el arquitecto Myron Hunt para estar rodeada por jardines y adornos de estilo español.

## Descripción
Representa a un joven flautista desnudo con una hoja de parra sobre los genitales que toca una larga flauta. Mide 137 cm y se sitúa sobre una fuente.
El estilo evoca sin duda el de Desiderio da Settignano del siglo XV, el bronce lo facilitó la Gorham Manufacturing Company de Providence (Rhode Island), y antes de llegar a su emplazamiento se expuso en una exposición de invierno de la Academia Nacional de Dibujo de Estados Unidos.
La estatura fue restaurada por Donna Williams en 2015, sobre todo por la zona de la flauta, muy estropeada.